# Нода Йосіхіко
Но́да Йосіхі́ко (яп. 野田佳彦, のだよしひこ, МФА: [noda joɕi̥çiko]; 20 травня 1957, Фунабасі, Тіба, Японія) — японський політичний і державний діяч. Член Демократичної партії Японії, прем'єр-міністр Японії (з 2 вересня 2011 до 26 грудня 2012).

## Життєпис
Народився в місті Фунабасі префектури Тіба, в родині офіцера Сил Самооборони.
Випускник політ-економічного факультету університету Васеда. У 1980 отримав ступінь бакалавра.
Депутат ради префектури Тіба (1983–1993). П'ять разів обирався депутатом Палати представників японського Парламенту від 4-го округу Тіба (1993–1996, після 2000).
Працював віце-міністром фінансів в уряді Хатоями Юкіо (2009-2010) та міністром фінансів в уряді Кана Наото (від 8 червня 2010).
Член парламентського комітету Демократичної партії (2002-2004, 2005-2006).
29 серпня 2011 обраний 9-м головою Демократичної партії. Після обрання главою Демпартії Нода назвав головними завданнями, що стоять перед країною, ліквідацію наслідків аварія на Першій Фукусімській АЕС, відновлення постраждалих від землетрусу районів і зниження високого курсу єни.
Протягом 24 років, починаючи з 1986 й аж до призначення міністром фінансів у 2010, він щоранку виходив до станції метро та роз'яснював свою політичну позицію виборцям.
30 серпня 2011 року став прем'єр-міністром Японії, 26 грудня 2012, після приходу до влади Ліберально-демократичної партії, його замінив на цій посаді Абе Сіндзо.